# Schodnia
Schodnia [ˈsxɔdɲa] (deutsch Schodnia, 1936–1945 Ostdorf O.S.) ist eine Ortschaft in Oberschlesien. Schodnia liegt in der Stadt-und-Land-Gemeinde Ozimek (Malapane) im Powiat Opolski (Kreis Oppeln) in der polnischen Woiwodschaft Oppeln.

## Geographie

### Geographische Lage
Schodnia liegt zwei Kilometer westlich vom Gemeindesitz Ozimek (Malapane) und 19 Kilometer östlich von der Kreisstadt und Woiwodschaftshauptstadt Oppeln. 

### Nachbarorte
Nachbarorte von Schodnia sind im Westen Dembiohammer (Dębska Kuźnia), Nordwesten Pustków (Pustkow), im Nordosten Antoniów (Antonia), im Osten die Stadt Ozimek (Malapane) und im Süden Nowa Schodnia (Neu Ostdorf).

## Geschichte

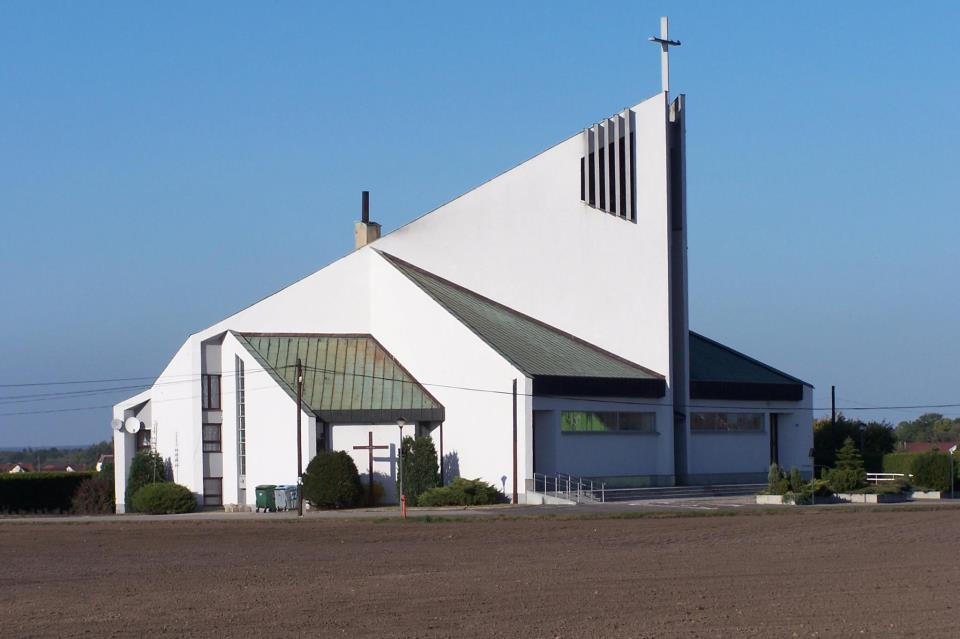
Katholische Kirche

Der Ort wurde 1485 erstmals als Wschodnia urkundlich erwähnt. 1552 wurde der Ort als Wzchodina erwähnt.
Nach der Neuorganisation der Provinz Schlesien gehörte die Landgemeinde Schodnia ab 1816 zum Landkreis Oppeln im Regierungsbezirk Oppeln. 1845 bestanden im Dorf 120 Häuser. Im gleichen Jahr lebten in Schodnia 677 Menschen, davon 55 evangelisch und drei jüdisch. 1865 hatte die Gemeinde Schodnia, zu der Alt Schodnia, Neu Schodnia, Piecuch und Niewa gehörten, acht Bauern, sieben Halbbauern, neun Gärtner, sechs Ackerhäusler und 104 Angerhäusler. Ferner gab es zwei Forsthäuser und zwei Wassermühlen. Zu diesem Zeitpunkt waren die Einwohner nach Krascheow eingepfarrt und die Schüler nach Antonia eingeschult. 1874 wurde der Amtsbezirk Malapane gegründet, welcher aus den Landgemeinden Antonia, Hüttendorf, Königlich Karmerau, Kreuzthal und Schodnia und dem Gutsbezirk Malapane bestand. Um 1880 wurde der Amtsbezirk Friedrichsgrätz bereits aufgelöst und Münchhausen dem Amtsbezirk Krascheow zugeordnet.
Bei der Volksabstimmung in Oberschlesien am 20. März 1921 stimmten in der Gemeinde Schodnia 554 Wahlberechtigte für einen Verbleib bei Deutschland und 420 für die Zugehörigkeit zu Polen. Alt Schodnia verblieb beim Deutschen Reich. 1925 hatte der Ort 1527 Einwohner.  1933 lebten im Ort 1284 Einwohner. 1936 wurde die Gemeinde Schodnia in Ostdorf O.S. umbenannt. Am 1. April 1939 wurde Ostdorf nach Malapane eingemeindet. Bis 1945 befand sich der Ort im Landkreis Oppeln.
1945 kam der bisher deutsche Ort unter polnische Verwaltung und wurde der Woiwodschaft Schlesien angeschlossen und wieder in Schodnia umbenannt. 1950 kam der Ort zur Woiwodschaft Oppeln und seit 1999 gehört er zum wiedergegründeten Powiat Opolski. 2005 hatte der Ort etwa 840 Einwohner.

## Sehenswürdigkeiten
- Katholische Kirche Unsere Liebe Frau vom Rosenkranz im modernen Stil
- Wegkapelle mit Glockenturm

## Vereine
- Deutscher Freundschaftskreis[7]